# Plasmon de surface localisé
 (décembre 2021).
La mise en forme du texte ne suit pas les recommandations de Wikipédia : il faut le « wikifier ».
Les points d'amélioration suivants sont les cas les plus fréquents. Le détail des points à revoir est peut-être précisé sur la page de discussion.
- Les titres sont pré-formatés par le logiciel. Ils ne sont ni en capitales, ni en gras.
- Le texte ne doit pas être écrit en capitales (les noms de famille non plus), ni en gras, ni en italique, ni en « petit »…
- Le gras n'est utilisé que pour surligner le titre de l'article dans l'introduction, une seule fois.
- L'italique est rarement utilisé : mots en langue étrangère, titres d'œuvres, noms de bateaux, etc.
- Les citations ne sont pas en italique mais en corps de texte normal. Elles sont entourées par des guillemets français : « et ».
- Les listes à puces sont à éviter, des paragraphes rédigés étant largement préférés. Les tableaux sont à réserver à la présentation de données structurées (résultats, etc.).
- Les appels de note de bas de page (petits chiffres en exposant, introduits par l'outil «  Source ») sont à placer entre la fin de phrase et le point final[comme ça].
- Les liens internes (vers d'autres articles de Wikipédia) sont à choisir avec parcimonie. Créez des liens vers des articles approfondissant le sujet. Les termes génériques sans rapport avec le sujet sont à éviter, ainsi que les répétitions de liens vers un même terme.
- Les liens externes sont à placer uniquement dans une section « Liens externes », à la fin de l'article. Ces liens sont à choisir avec parcimonie suivant les règles définies. Si un lien sert de source à l'article, son insertion dans le texte est à faire par les notes de bas de page.
- La présentation des références doit suivre les conventions bibliographiques. Il est recommandé d'utiliser les modèles {{Ouvrage}}, {{Chapitre}}, {{Article}}, {{Lien web}} et/ou {{Bibliographie}}. Le mode d'édition visuel peut mettre en forme automatiquement les références.
- Insérer une infobox (cadre d'informations à droite) n'est pas obligatoire pour parachever la mise en page.

Pour une aide détaillée, merci de consulter Aide:Wikification.
Si vous pensez que ces points ont été résolus, vous pouvez retirer ce bandeau et améliorer la mise en forme d'un autre article.

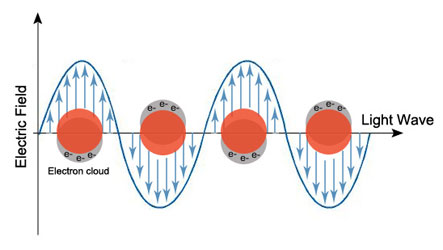
Lumière incidente sur une nanoparticule métallique fait osciller les électrons de la bande de conduction. C'est le plasmon de surface localisé.

Un plasmon de surface localisé (LSP) est le résultat du confinement d'un plasmon de surface dans une nanoparticule de taille comparable ou inférieure à la longueur d'onde de la lumière utilisée pour exciter le plasmon. Lorsqu'une petite nanoparticule métallique sphérique est irradiée par la lumière, le champ électrique oscillant fait osciller de manière cohérente les électrons de conduction. Lorsque le nuage d'électrons est déplacé par rapport à sa position d'origine, une force de restauration résulte de l'attraction coulombienne entre les électrons et les noyaux. Cette force fait osciller le nuage d'électrons. La fréquence d'oscillation est déterminée par la densité d'électrons, la masse effective d'électrons, ainsi que la taille et la forme de la distribution de charge. Le LSP a deux effets importants : les champs électriques près de la surface de la particule sont considérablement améliorés et l'absorption optique de la particule est maximale à la fréquence de  résonance du plasmon. La résonance plasmon de surface peut également être réglée en fonction de la forme de la nanoparticule. La fréquence du plasmon peut être liée à la constante diélectrique du métal. L'amélioration diminue rapidement avec la distance de la surface et, pour les nanoparticules de métaux nobles, la résonance se produit aux longueurs d'onde visibles. La résonance plasmonique de surface localisée crée des couleurs brillantes dans les solutions colloïdales métalliques.
Pour les métaux comme l'argent et l'or, la fréquence d'oscillation est également affectée par les électrons dans les orbitales d. L'argent est un choix populaire en plasmonique, qui étudie l'effet du couplage de la lumière aux charges, car il peut supporter un plasmon de surface sur une large gamme de longueurs d'onde (300-1200 nm), et sa longueur d'onde d'absorption maximale est facilement modifiable. Par exemple, la longueur d'onde d'absorption maximale des nanoparticules d'argent triangulaires a été modifiée en modifiant la netteté des coins des triangles. Il a subi un décalage vers le bleu à mesure que la netteté des coins des triangles diminuait. De plus, la longueur d'onde d'absorption maximale a subi un décalage vers le rouge lorsqu'une plus grande quantité d'agent réducteur (HAuCl4) a été ajoutée et la porosité des particules a augmenté. Pour les nanoparticules semi-conductrices, l'absorption optique maximale se situe souvent dans le proche infrarouge et le moyen infrarouge,.

## Propagation des plasmons de surface
Les plasmons de surface localisés sont distincts des plasmons de surface se propageant. Dans les plasmons de surface localisés, le nuage d'électrons oscille collectivement. Dans la propagation des plasmons de surface, le plasmon de surface se propage dans les deux sens entre les extrémités de la structure. Les plasmons de surface qui se propagent doivent également avoir au moins une dimension qui est proche ou plus longue que la longueur d'onde de la lumière incidente. Les ondes créées lors de la propagation des plasmons de surface peuvent également être réglées en contrôlant la géométrie de la nanostructure métallique.

## Caractérisation et étude de plasmons de surface localisés
Un objectif de la plasmonique est de comprendre et de manipuler les plasmons de surface à l'échelle nanométrique —la caractérisation des plasmons de surface est donc importante. Certaines techniques fréquemment utilisées pour caractériser les plasmons de surface sont la microscopie à fond noir, la spectroscopie UV-vis-NIR et la diffusion Raman exaltée de surface (SERS). Avec la microscopie à fond noir, il est possible de surveiller le spectre d'une nanostructure métallique individuelle lorsque la polarisation de la lumière incidente, la longueur d'onde ou les variations de l'environnement diélectrique sont modifiées.

## Applications

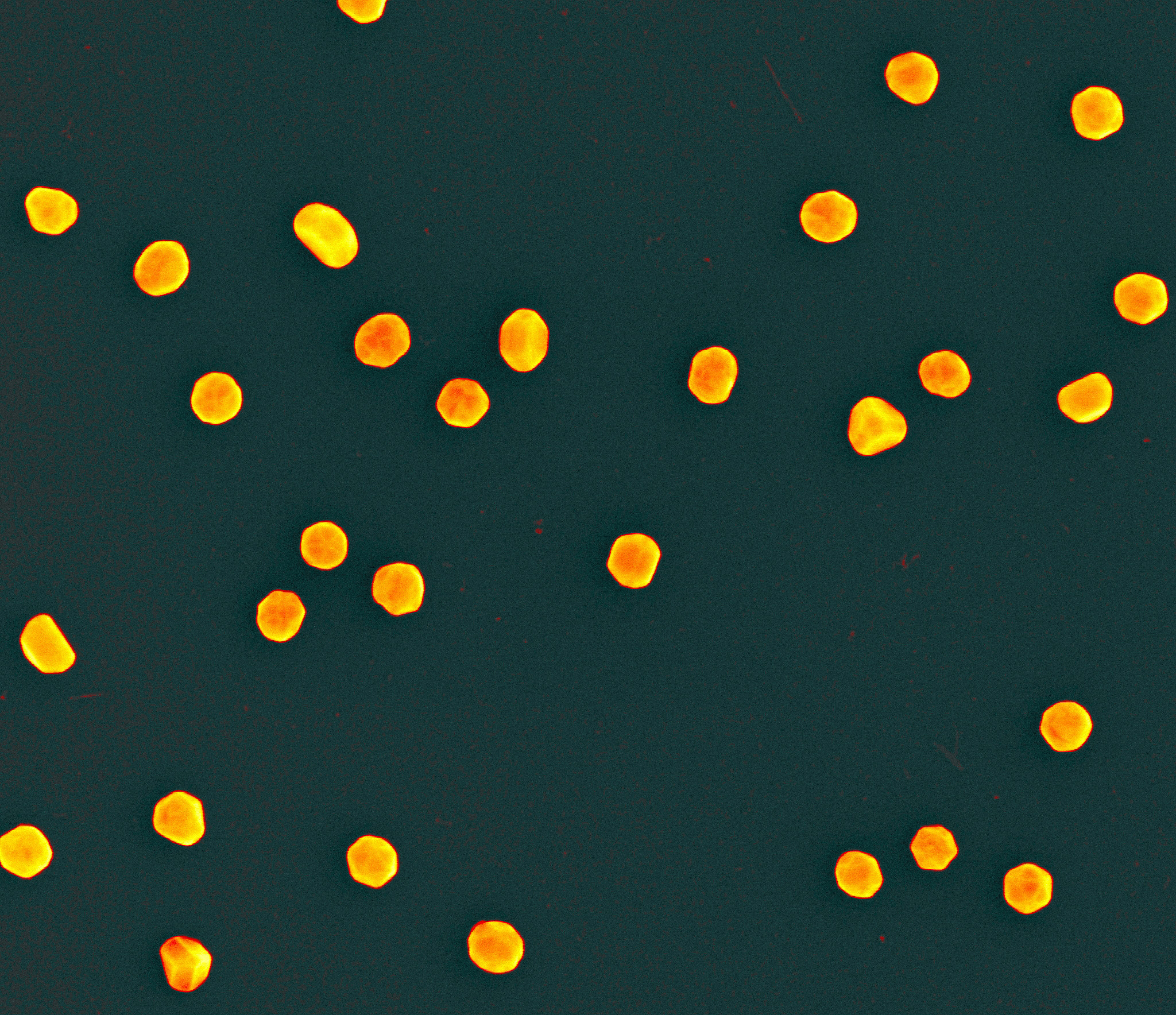
Nanoparticules d'or, photographiées ici au microscope électronique à balayage, présentent de fortes résonances LSP.

La fréquence de résonance du plasmon est très sensible à l'indice de réfraction de l'environnement ; une modification de l'indice de réfraction entraîne un décalage de la fréquence de résonance. Comme la fréquence de résonance est facile à mesurer, cela permet aux nanoparticules LSP d'être utilisées pour des applications de détection à l'échelle nanométrique. En outre, les nanoparticules présentant de fortes propriétés LSP, telles que les nanotiges d'or, pourraient améliorer le signal dans la détection par résonance plasmonique de surface,. Les nanostructures présentant des résonances LSP sont utilisées pour améliorer les signaux dans les techniques analytiques modernes basées sur la spectroscopie. D'autres applications qui reposent sur une génération efficace de lumière en chaleur à l'échelle nanométrique sont l'enregistrement magnétique assisté par chaleur (HAMR, pour Heat-Assited Magnetic Recording), la thérapie photothermique du cancer et la thermophotovoltaïque. Jusqu'à présent, les applications à haute efficacité utilisant la plasmonique n'ont pas été réalisées en raison des pertes ohmiques élevées à l'intérieur des métaux, en particulier dans la gamme spectrale optique (visible et proche IR),. De plus, des plasmons de surface ont été utilisés pour créer des super lentilles, capes d'invisibilité et d'améliorer l'informatique quantique,,. Un autre domaine de recherche intéressant en plasmonique est la capacité d'activer et de désactiver les plasmons via la modification d'une autre molécule. La possibilité d'activer et de désactiver les plasmons a des conséquences importantes sur l'augmentation de la sensibilité des méthodes de détection. Récemment, un chromophore supramoléculaire a été couplé à une nanostructure métallique. Cette interaction a modifié les propriétés de résonance plasmonique de surface localisée de la nanostructure d'argent en augmentant l'intensité d'absorption.

## Voir également
- Résonance plasmon de surface
- Spectroscopie Raman à surface augmentée
- Nanoparticule
- Spectroscopie Raman améliorée par pointe